# Duane Washington
Duane Eddy Washington  (Eschwege, Alemania; 31 de agosto de 1964) es un exjugador de baloncesto estadounidense. Con 1,93 de estatura, jugaba en la posición de escolta. 
Es el hermano mayor del jugador de baloncesto Derek Fisher, y padre del también jugador Duane Washington Jr.

## Equipos
- Parkview (Little Rock, Arkansas).
- 1983-1985 Laredo Junior College.
- 1985-1987 Middle Tennessee State University
- 1987-1988 Rapid City Thrillers
- 1987-1988 New Jersey Nets
- 1988 New Haven Skyhawks. USBL. Liga de verano.
- 1988-1990 Tulsa Fast Breakers
- 1990-1992 Columbus Horizon
- 1991 Dayton Wings
- 1992 Miami Tropics. USBL. Liga de verano.
- 1992-1993 Rockford Lightning
- 1992-1993 Los Angeles Clippers. Cortado tras cuatro partidos.
- 1992-1993 Rockford Lightning
- 1993  Miami Tropics. USBL. Liga de verano.
- 1993-1994 Rapid City Thrillers
- 1993-1994 Grand Rapids Hoops
- 1994-1995 LeMans SB
- 1994-1995 Grand Rapids Mackers. Juega 12 partidos.
- 1994-1995 Trotamundos Carabobo
- 1995-1996  Sabios Manizales
- 1995-1996 CB Murcia
- 1995-1996 Trotamundos Carabobo
- 1996-1997 CB Murcia
- 1997-1998 CB Granada
- 1997-1998 Grand Rapids Hoops
- 1998-1999 Maccabi Rishon LeZion
- 1998-1999 Dragons Rhöndorf. Entra por Steven Key.
- 1999-2000 Skyliners Frankfurt